# Université d'État humanitaire pédagogique de l'Altaï
L'Université d'État humanitaire pédagogique de l'Altaï Choukchine (en russe : Алтайский государственный гуманитарно-педагогический университет имени В. М. Шукшина) est un établissement d'enseignement supérieur russe située à Biïsk.
Elle a été fondée en 1939 comme un institut pédagogique, et en 2001 a été baptisée ainsi en l'honneur de Vassili Choukchine.